# Un prince à New York
Série
Un prince à New York 2
(2021)
Pour plus de détails, voir Fiche technique et Distribution.
Un prince à New York (Coming to America) est un film américain réalisé par John Landis, sorti en 1988.
Eddie Murphy y incarne un prince africain venant s'installer à New York. Pour la première fois de sa carrière, l'acteur incarne par ailleurs plusieurs autres personnages, ce qu'il réitèrera par la suite dans d'autres films. Un prince à New York reçoit des critiques partagées à sa sortie. En revanche, c'est un total succès commercial dans le monde. Une suite, Un prince à New York 2, est sortie en 2021.
Le film débute alors qu'Akeem — prince de Zamunda, une riche nation africaine — doit se marier à une femme qu'il n'a jamais vue auparavant, selon la tradition de la maison royale. Le prince décide de rompre avec la tradition et va chercher l'amour de sa vie aux États-Unis. S'installant à New York, il fait croire qu'il est un homme pauvre afin de trouver une femme qui soit véritablement attirée par lui et non par sa richesse et son pouvoir.

## Synopsis
Dans la riche nation africaine de Zamunda, le prince héritier Akeem Joffer se lasse de son style de vie choyé à son 21e anniversaire et souhaite en faire plus par lui-même. Lorsque ses parents, le roi Jaffe et la reine Aoleon, lui présentent une future mariée arrangée, Akeem passe à l'action. À la recherche d'une femme indépendante qui l'aimera pour lui-même et non pour son statut social, Akeem et son meilleur ami/assistant personnel, Semmi, se rendent dans le quartier new-yorkais du Queens et louent une chambre dans un immeuble sordide dans le quartier de Long Island. Ils s’y font passer pour des étudiants africains désargentés.
Commençant leurs recherches d'une future épouse pour le Prince Akeem dans les bars, ils vont de déception en déception. Ils finissent par être incités par des habitants à se rendre à un rassemblement pour collecter des fonds pour rénover le quartier. Lors du rallye, Akeem aperçoit Lisa McDowell, qui le subjugue car elle possède toutes les qualités qu'il recherche chez une femme. Ainsi, sur son insistance, lui et Semmi obtiennent des emplois d'entrée de gamme dans le restaurant de restauration rapide local appelé McDowell's, une imitation de McDonald's appartenant au veuf Cleo McDowell, père de Lisa.
Les tentatives d'Akeem pour gagner l'amour de Lisa sont compliquées par le petit ami de Lisa, le paresseux et odieux Darryl Jenks, dont le père possède la société Soul Glo (une gamme de produits coiffants destinée aux Afro-Américains) mais aussi par la méconnaissance de la vie ordinaire par le prince. Après que Darryl a annoncé leurs fiançailles - sans le consentement de Lisa - à leurs familles, Lisa se fâche et commence à sortir avec Akeem, qui prétend qu'il vient d'une famille de pauvres éleveurs de chèvres.
Pendant ce temps, bien qu'Akeem prospère grâce au travail acharné et à l'apprentissage de la vie des gens simples, Semmi n'est pas à l'aise de vivre dans des conditions aussi misérables. Après qu'un dîner avec Lisa est contrecarré lorsque Semmi meuble leur appartement avec un bain à remous et d'autres objets de luxe, Akeem confisque son argent et en fait don à deux sans-abri. Semmi envoie un télégraphe au roi Jaffe pour plus d'argent, incitant les Joffers à se rendre dans le Queens pour le retrouver, inquiets de voir la tournure des événements.
Cleo désapprouve initialement Akeem, car il pense qu'il est pauvre et donc pas assez bien pour sa fille. Il devient extatique lorsqu'il découvre qu'Akeem est en fait un prince extrêmement riche, à la suite de la venue du roi en personne dans son fast-food. Quand Akeem découvre que ses parents sont arrivés à New York, lui et Lisa se rendent à la résidence McDowell là où Cleo les accueille. Après que le lien de Cleo avec Akeem soit ruiné par l'arrivée inattendue de l'entourage de Zamunda, Lisa se met plus tard en colère et est confuse qu'Akeem lui ait menti sur son identité. Akeem explique qu'il voulait qu'elle l'aime pour qui il est, proposant même de renoncer à son trône, mais Lisa, toujours blessée et en colère, refuse de l'épouser. Découragé, Akeem se résigne au mariage arrangé, mais alors qu'ils partent, Jaffe est réprimandé par Aoleon pour s'être accroché à des traditions dépassées au lieu de penser au bonheur de leur fils.
Lors du cortège nuptial, Akeem, le cœur toujours brisé, a la surprise de découvrir lorsqu’il soulève le voile de tulle de la mariée que c’est Lisa elle-même qui a changé d’avis. Après la cérémonie, ils montent joyeusement dans une calèche sous les acclamations des Zamundans. Témoin d'une telle splendeur, Lisa est à la fois surprise et touchée par le fait qu'Akeem y aurait renoncé rien que pour elle. Akeem propose à nouveau d'abdiquer si elle ne veut pas de cette vie, mais Lisa refuse sur le ton de de la plaisanterie.

## Fiche technique
Sauf indication contraire, les informations mentionnées dans cette section peuvent être confirmées par la base de données cinématographiques IMDb,  présente dans la section « Liens externes ».
- Titre français : Un prince à New York
- Titre original : Coming to America
- Réalisation : John Landis
- Scénario : David Sheffield (en) et Barry W. Blaustein (en), d'après une histoire d'Eddie Murphy
- Musique : Nile Rodgers
- Photographie : Sol Negrin (en) et Woody Omens (de)
- Montage : Malcolm Campbell et George Folsey Jr. (en)
- Décors : Richard MacDonald
- Chorégraphies : Paula Abdul
- Maquillages : Rick Baker
- Costumes : Deborah Nadoolman
- Production : George Folsey Jr. (en), Robert D. Wachs, David Sosna, Leslie Belzberg (en) et Mark Lipsky (en)
- Société de production : Eddie Murphy Productions
- Société de distribution : Paramount Pictures (États-Unis), United International Pictures (France)
- Pays d'origine :  États-Unis
- Langue originale : anglais
- Budget : 28 000 000 $[1]
- Format : couleurs (Technicolor) - 1,85:1 - 35 mm - Dolby
- Genre : comédie romantique
- Durée : 116 minutes
- Dates de sortie :
  - États-Unis : 29 juin 1988
  - France : 24 août 1988

## Distribution
- Eddie Murphy (VF : Med Hondo) : le prince Akeem / Clarence / Randy Watson / Saul
- Arsenio Hall (VF : Tola Koukoui) : Semmi / Morris / le révérend Brown* / la fille du bar*
- James Earl Jones (VF : Jean Claudio) : le roi Jaffe Joffer
- John Amos (VF : Sady Rebbot) : Cleo McDowell
- Madge Sinclair (VF : Maria Tamar) : la reine Aoleon
- Shari Headley (VF : Maïk Darah) : Lisa McDowell
- Paul Bates (nl) (VF : Alain Flick) : Oha
- Eriq La Salle (VF : Lionel Henry (acteur)) : Darryl Jenks
- Frankie Faison (VF : Serge Sauvion) : le Propriétaire de l'immeuble à logement
- Vanessa Bell Calloway (VF : Fatiha Chriette) : Imani Izzi
- Louie Anderson (VF : Jacques Ciron) : Maurice
- Allison Dean (es) (VF : Marie Vincent) : Patricia McDowell
- Sheila Johnson : une invitée d'honneur
- Vondie Curtis-Hall : le vendeur lors de la partie de basket-ball
- Garcelle Beauvais : une 'Porte Pétales'
- Calvin Lockhart : le colonel Izzi
- Samuel L. Jackson (VF : Patrick Poivey) : le braqueur du McDowell's
- Don Ameche (VF : Henri Labussière) : Mortimer Duke
- Ralph Bellamy (VF : Georges Berthomieu) : Randolph Duke
- Clint Smith : Sweets
- Cuba Gooding Jr. : un client du salon de coiffure
- Helen Hanft : une femme dans le métro
- Tobe Hooper : un invité à la fête (caméo[2])
- Michael Tadross ; le chauffeur de taxi (caméo[2])

*Ces deux personnages sont doublés en français par Med Hondo.

## Production

### Genèse et développement
En 1982, Art Buchwald écrit un premier traitement de scénario, intitulé It's a Crude, Crude World (plus tard King for a Day). Il présente ensuite l'idée à Jeffrey Katzenberg de Paramount avec l'intention d'en faire un film avec Eddie Murphy, alors sous contrat avec le studio. Paramount met une option sur ce premier traitement en 1983. Plusieurs scénaristes se succèdent à l'écriture et John Landis est engagé comme réalisateur. Paramount abandonne le film en mars 1985. Le projet est alors repris par Warner Bros. À l'été 1987, la Paramount développe un nouveau projet basé sur une histoire imaginée par Eddie Murphy. L'acteur-humoriste fait alors à nouveau appel à John Landis, qui l'avait dirigé dans Un fauteuil pour deux (1983),.

### Attribution des rôles
Pour la première fois de sa carrière, Eddie Murphy incarne plusieurs personnages différents en plus du personnage principal : le chanteur soul Randy Watson, Saul (le client juif blanc du barbershop) et enfin Clarence, propriétaire du barbershop. Cela deviendra ensuite une « marque de fabrique » qu'il réitèrera dans Un vampire à Brooklyn (1995), Le Professeur foldingue (1996), La Famille foldingue (2000) et Norbit (2007). Selon John Landis, Eddie Murphy a voulu jouer un juif blanc pour rappeler les comédiens humoristes juifs qui avaient recours aux blackfaces dans les années 1900.
Sidney Poitier est initialement envisagé pour le rôle du roi Jaffe Joffer. Le rôle reviendra finalement à James Earl Jones. Le rôle de Lisa McDowell a quant à lui été proposé à Vanessa Lynn Williams.
John Landis voulait que Paul Gleason reprenne son rôle de Clarence Beeks de Un fauteuil pour deux, mais l'acteur est alors occupé par le tournage de Piège de cristal (1988).
À noter, les apparitions de Samuel L. Jackson (l'homme du hold-up), Cuba Gooding Jr. (l'homme qui se fait faire une coupe de cheveux) et Eriq La Salle le fabricant de produit pour cheveux prétendant de Lisa.

### Tournage
Le tournage a lieu de janvier à février 1988. Il se déroule à Los Angeles (notamment les Paramount Studios), dans le Big Sky Movie Ranch de Simi Valley et à New York (Brooklyn, Elmhurst, Manhattan, Park Avenue, aéroport international de New York - John-F.-Kennedy, ...).
Les maquillages sont réalisés par Rick Baker. Pour tester celui du personnage de Saul (un juif blanc), Eddie Murphy se balade dans les studios Paramount et personne ne le reconnait.
Le tournage est marqué par de nombreux désaccords et altercations entre John Landis et Eddie Murphy. Ils avaient auparavant collaboré dans Un fauteuil pour deux (1983), alors que l'acteur débutait sa carrière. Le réalisateur déclarera plus tard en interview : « Le gars de Un fauteuil pour deux était jeune et plein d'énergie et curieux et drôle et frais et génial. Le gars de Un prince à New York se comportait comme un porc... Mais je pense toujours qu'il est merveilleux dans le film. » Malgré cela, les deux hommes travailleront à nouveau ensemble pour Le Flic de Beverly Hills 3 (1994).

## Bande originale
La musique du film est composée par Nile Rodgers. L'album commercialisé par Atco Records ne contient cependant que des chansons pop rock. Plusieurs titres de l'album sont édités en singles : Coming to America, Better Late Than Never et Come into My Life. On retrouve également Comin' Correct du groupe de rap féminin J.J. Fad et écrite par les membres de NWA.
Liste des titres
1. Coming to America — The System (3:49)
2. Better Late Than Never — The Cover Girls (4:02)
3. All Dressed Up (Ready to Hit the Town) — Chico DeBarge (en) (4:50)
4. I Like It Like That — Michael Rodgers (4:01)
5. That's the Way It Is — Mel and Kim (3:25)
6. Addicted to You — LeVert (en) (3:54)
7. Comin' Correct — J.J. Fad (3:56)
8. Livin' the Good Life — Sister Sledge (3:46)
9. Transparent — Nona Hendryx (3:50)
10. Come into My Life — Laura Branigan & Joe Esposito (4:39)

Autres chansons présentes dans le film
- The Greatest Love Of All, interprété par Randy Watson (Eddie Murphy) et son groupe fictif Sexual Chocolate
- I Got It, interprété par Eddie Murphy
- Mbube (Wimoweh), interprété par Ladysmith Black Mambazo
- Ooo Baby Baby, interprété par Smokey Robinson & The Miracles
- Pride And Joy, interprété par Marvin Gaye
- To Be Loved, interprété par Jackie Wilson
- You're A Wonderful One, interprété par Marvin Gaye
- Transparent, interprété par Nona Hendryx

## Accueil
Le film reçoit des critiques partagées mais assez positives. Sur l'agrégateur américain Rotten Tomatoes, il récolte 67% d'opinions favorables pour 45 critiques et une note moyenne de 5,90⁄10. Sur Metacritic, il obtient une note moyenne de 47⁄100 pour 16 critiques.
Côté box-office, le film est un immense succès commercial. Produit pour 28 millions de dollars, il rapporte 288 752 301 $ dont 128 152 301 $ sur le sol américain. Il est le 3e meilleur film au box-office 1988 au Canada et aux États-Unis. En France, il attire 1 937 163 spectateurs en salles. Il s'agit du 12e meilleur résultat au box-office France 1988.

## Distinctions
Source : Internet Movie Database

### Récompenses
- Goldene Leinwand 1988
- NAACP Image Awards 1988 : meilleur film
- BMI Film and TV Awards 1989 : BMI Film Music Award pour Nile Rodgers
- American Comedy Awards 1989 : acteur le plus drôle dans un second rôle pour Arsenio Hall

### Nominations
- Oscars 1989 : meilleurs costumes pour Deborah Nadoolman et du meilleurs maquillages pour Rick Baker
- Kids' Choice Awards 1989 : meilleur acteur pour Eddie Murphy

## Commentaires

### Clins d'œil
- Tout comme dans Série noire pour une nuit blanche, également réalisé par John Landis, lors de la scène se déroulant à l'aéroport on peut entendre une annonce demandant un certain Frank Oznowicz. Il s'agit du véritable nom de l'acteur Frank Oz, qui a déjà tourné six fois sous la direction de Landis[2].
- Le prince Akeem est surnommé Kunta Kinte par les coiffeurs, en référence au livre Racines (Roots en anglais). Dans la mini-série Racines, qui en est tirée, John Amos (le père de Lisa) interprétait Kunta Kinte adulte, Madge Sinclair (la reine Aoleon) celui de la femme de Kunta Kinte, tandis que James Earl Jones (le roi Jaffe Joffer) interprétait Alex Haley Jr. dans Racines : La Nouvelle Génération[2].
- Les deux personnages auxquels le prince Akeem donne de l'argent sont interprétés par Ralph Bellamy et Don Ameche, et reprennent leur rôle des frères Duke d’Un fauteuil pour deux, également réalisé par John Landis. Ils y jouent deux clochards à qui Murphy donne une liasse importante de billets. Randolph déclare alors : « c'est reparti ! » Son frère Mortimer juste après à Murphy : « Merci infiniment ! Déjeunons un de ces jours ! »
- Le nom du pays fictif africain Zamunda vient d'un mot souvent employé par l'humoriste Richard Pryor qui en fait une tribu fictive dans ses sketches. Dans le générique du film, la Zamundun Film Commission est remerciée, bien qu'elle n'existe pas réellement elle aussi[2].
- Quand le roi Jaffe Joffer (incarné par James Earl Jones) fait une visite surprise à Akeem au restaurant McDowell's, il dit « No. Do not alert him to my presence. I shall deal with him myself. ». Cela rappelle une réplique de Dark Vador (doublé en anglais par James Earl Jones) dans Le Retour du Jedi (1983) « No. Leave them to me. I will deal with them myself »[2].

### Poursuite en justice
En 1990, Art Buchwald intente un procès contre Eddie Murphy et Paramount Pictures, pour ne pas avoir été crédité en tant que coauteur de l'histoire originale et pour ne pas avoir été rémunéré. Il poursuit la production pour rupture de contrat car il devait être dédommagé si un film était un jour fait à partir de son premier jet.
La cour de justice de Californie donne ensuite raison à Art Buchwald en raison de nombreuses preuves montrant que la production a eu accès à son traitement et en raison des nombreuses similitudes de l'intrigue. Art Buchwald sera dédommagé à hauteur de 900 000 $.
Dans une interview rétrospective pour la sortie en DVD du film en 2007, John Landis et les scénaristes Barry Blaustein et David Sheffield ne font aucune mention d'Art Buchwald et maintiennent que l'idée vient d'un traitement de 25 pages écrit par Eddie Murphy. Ce dernier déclarera en interview avoir eu l'idée de départ en tournée. Dans le livre John Landis (2008) de Giulia D'Agnolo Vallan, John Landis revient sur le procès qu'il juge inutile :

« Je précise cela en disant que je ne connais pas Art Buchwald et que je n'ai rien contre lui. Je dois souligner que malgré toute l'attention médiatique accordée à cette affaire, personne ne mentionne jamais Barry Blaustein et David Sheffield, les hommes qui ont réellement écrit le scénario ! Chaque film dans lequel j'ai été impliqué et qui a été un grand succès a amené des gens à poursuivre le studio en disant que c'était leur idée. Nous vivons dans une société très litigieuse. Vous pouvez poursuivre n'importe qui pour n'importe quoi ici. »

Il ajoute que le procès a eu un fort retentissement médiatique pour une raison précise :

« Eh bien, parce que c'était Art Buchwald ! Il est un vieux chouchou des médias côte Est. Les autres procès venaient de personnes moins célèbres. Je me souviens que sur American College, il y a eu quatre ou cinq poursuites en justice. Et Universal vient de les régler, car c'était moins cher que de se battre et même de prévaloir ! Art Buchwald n'est pas seulement sur la côte Est, c'est aussi un journaliste. La presse va prendre son parti. L'ironie de cette affaire est que les seules personnes qui ont bénéficié de son procès étaient Eddie Murphy et moi parce que cela a forcé Paramount à ouvrir leurs livres. »

## Projet de série télévisée et suite
Après le succès du film, CBS produit le pilote d'un éventuel spin-off télévisé. Tommy Davidson y incarne le prince Tariq alors que Paul Bates reprend son rôle d'Oha. Le pilote ne donnera finalement pas lieu à une série. Il sera cependant diffusé le 4 juillet 1989 dans le cadre du programme CBS Summer Playhouse.
Une suite, Un prince à New York 2 (Coming 2 America), est sortie en 2021. Eddie Murphy, Arsenio Hall, John Amos, Shari Headley, Louie Anderson, Vanessa Bell Calloway ou encore Paul Bates y reprennent leurs rôles.